# Samsung Galaxy Folder
El Samsung Galaxy Folder es un teléfono inteligente lanzado en julio de 2015 exclusivamente para el mercado coreano. El teléfono se considera inusual por ser tanto un teléfono inteligente como un teléfono plegable.
Tiene una batería removible de 1800 mAh y un sistema en un chip Samsung Exynos 3475. Funciona con Android Lollipop.